# Archibald Acheson (6e comte de Gosford)
Pour les articles homonymes, voir Archibald Acheson, Acheson et Gosford.
Archibald Alexander John Stanley Acheson, 6e comte de Gosford, (14 janvier 1911 - 17 février 1966), titré vicomte Acheson jusqu'en 1954, est un pair britannique, un homme politique et un officier de la Royal Air Force.

## Jeunesse
Archibald Acheson est le fils aîné d'Archibald Acheson (5e comte de Gosford) et de Mildred, fille de John Ridegely Carter de Baltimore, un banquier et ancien ambassadeur des États-Unis en Roumanie.
Acheson fait ses études à la Harrow School, où il est champion d'athlétisme des écoles inter-publiques pour les 880 yards en 1929, et au Trinity College, à Cambridge, où il obtient une maîtrise ès arts. À Cambridge, il est membre du Pitt Club, du Hawks 'Club, du Alverstone Club et du Achilles Club.

## Carrière
Acheson est officier dans la Royal Air Force en 1932 et sert comme attaché aérien adjoint à l'ambassade britannique à Paris de 1938 à 1940. Pendant la Seconde Guerre mondiale, il commande le 613e Escadron AAF de 1941 à 1942 et plus tard la 32e Escadre de la RAF. Il est fait officier de l'Ordre de l'Empire britannique en 1946, reçoit également la médaille de l'étoile de bronze des États-Unis et est nommé officier de la Légion d'honneur française[Quand ?]. De 1946 à 1948, il est instructeur en chef de l'escadron aérien de l'Université de Cambridge.
En 1954, Lord Acheson succède à son père en tant que comte de Gosford, avec un siège à la Chambre des lords comme baron Worlingham. Il rejoint le gouvernement conservateur d'Anthony Eden comme secrétaire parlementaire du ministère de la Défense en 1956, avant de devenir sous-secrétaire d'État aux Affaires étrangères dans le gouvernement suivant de Harold Macmillan en 1957. En 1958, il est nommé Lord-in-waiting de la reine, servant également d'assistant et de porte-parole chez les Lords du ministre des Transports et de l'Aviation civile Harold Watkinson  Il occupe ce poste jusqu'en 1959 .
Lord Gosford est membre du Conseil de l'Association olympique britannique en 1954. Il est conseiller aux affaires étrangères de Richard Thomas et Baldwins Ltd de 1960 à 1964, et de 1962 jusqu'à sa mort, il est président de la British Road Federation . Il est également président de la British Universities 'Sports Federation, président de la Vocational Guidance Association, vice-président de la Royal Air Force Association et membre de White's, du St James's Club, du Royal Air Force Club, du Travellers' Club of Paris et le MCC.

## Vie privée
Le 13 décembre 1935, il épouse Francesca Cagiati, la fille aînée de Francesco Cagiati de Boston, Massachusetts. Avant leur divorce en 1960, ils ont :
- Francesca Georgiana Caroline Acheson (1940–1991), qui épouse David Wallace Fleming en 1967
- Charles David Alexander John Sparrow Acheson, 7e comte de Gosford (né en 1942), qui épouse Lynette Redmond en 1983
- Isabella Augusta Acheson (née en 1950), qui épouse Tevita T'Maka, de Nuku'alofa, Tonga en 1979

Le 21 septembre 1960, il se remarie avec Cynthia Delius (1911–2015), la veuve du major James Pringle Delius et une fille du capitaine Henry Cave West.
Lord Gosford est mort le 17 février 1966 et est remplacé dans ses titres et domaines par son fils unique, Charles, qui devient le 7e comte de Gosford.

## Distinctions
- Chevalier de la Légion d'honneur
- Bronze Star Medal
- Officier de l'Ordre de l'Empire britannique